# Latte macchiato
Pour les articles homonymes, voir Macchiato.

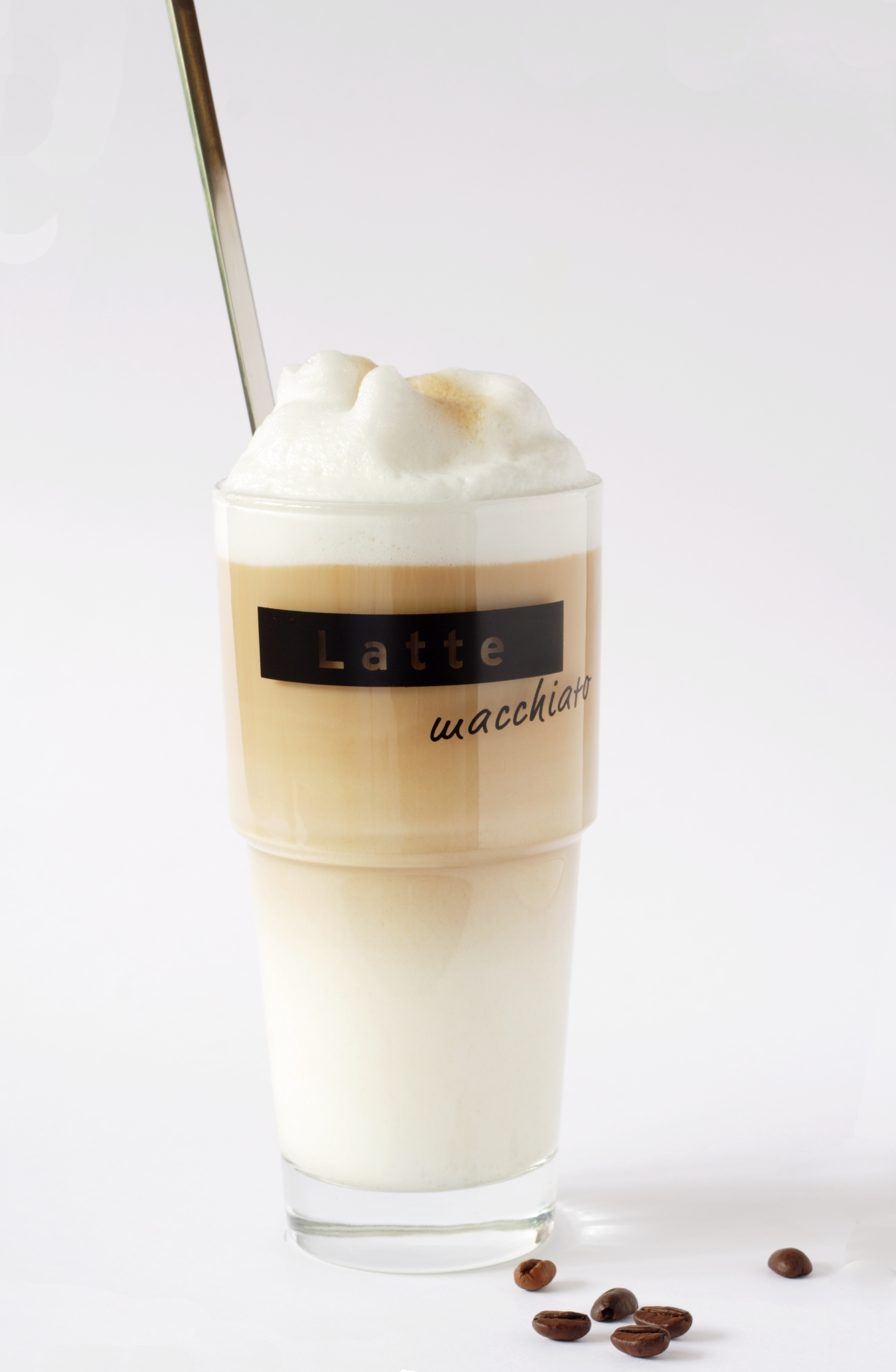
Latte macchiato.

Le latte macchiato est une boisson chaude réalisée à partir d'un expresso, de lait chaud et de mousse de lait.
Cette boisson doit son nom à son apparence tachetée : le participe passé italien macchiato signifie littéralement tacheté ou moucheté (macchia désigne la tache en italien).

## Description
Le latte macchiato diffère du café au lait ou café renversé par le fait que cette boisson contient plus de lait sous forme liquide et sous forme de mousse. On sert le latte macchiato dans un verre à parois épaisses, haut et étroit. Il ne doit pas non plus être confondu avec le caffè macchiato.

## Composition
On compose cette boisson en versant doucement dans une tasse ou un verre les ingrédients selon un ordre bien défini, en prenant soin de ne pas les mélanger. Le lait chaud forme la première couche. Ensuite vient la mousse de lait (obtenue en battant du lait au feu, avec un fouet). Pour finir, on verse un expresso sur la mousse de lait. Le lait entier ayant une densité plus élevée que l'expresso, ce dernier reste au-dessus du lait. La mousse de lait pauvre en graisses reste ferme plus longtemps que la mousse de lait entier. Pour servir, on peut garnir la mousse de lait de flocons de chocolat, de caramel liquide, de poudre de cacao, de cannelle ou d'autres épices.

## Variantes
- Latte macchiato caramel : le lait peut être caramélisé, cela devient alors un latte macchiato caramel. Il est possible de faire ce genre de boisson avec une machine à dosettes.
- Il est possible de faire varier les expressos.